# Szustokor

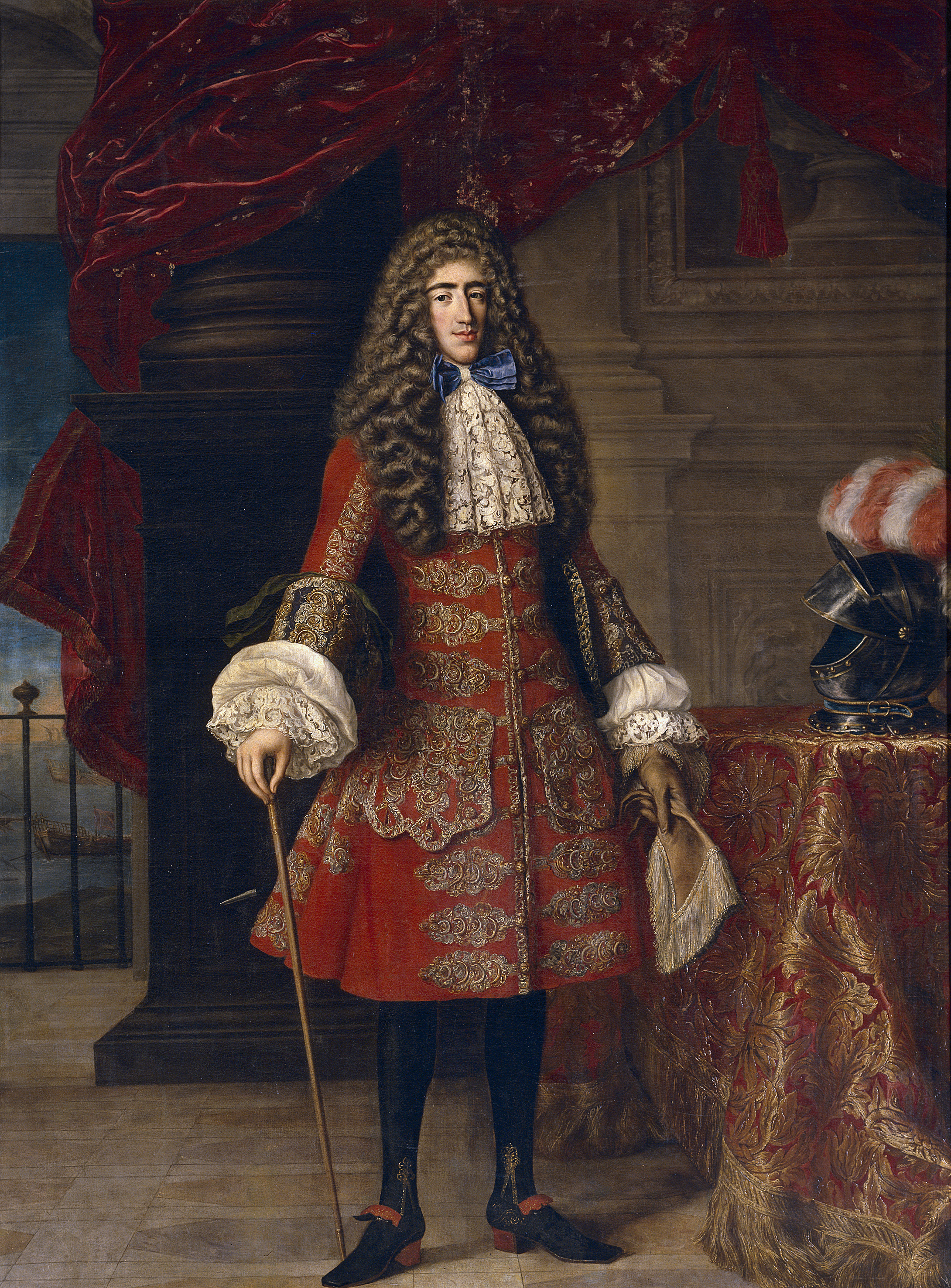
Książę Medinacelli w szustokorze (mal. Jacob Ferdinand Voet, ok. 1684)

Szustokor (z fr. justaucorps – dosł. „tuż przy ciele”) — wierzchni, dopasowany kaftan o kroju zapożyczonym z mody wojskowej, od ok. 1640 roku do połowy XVIII wieku męski strój cywilny. 
Był szyty z jednolitych, dosyć grubych materiałów i zdobiony haftami i guzikami, naszytymi na całej długości stroju, mimo że zapinano go tylko do połowy. Zakładano go na koszulę i długą kamizelkę (wams).
Początkowo sięgał do połowy uda i miał krótkie rękawy, wkrótce jednak rozpowszechniła się forma z długimi rękawami i obfitymi mankietami. Około 1670 roku stał się bardziej dopasowany, choć pod koniec XVII wieku jego dolna część była rozkloszowana i odstawała od ciała dzięki usztywnieniu. W latach osiemdziesiątych zmieniła się długość szustokora, który odtąd sięgał aż do kolan.